# Јунион Гроув (Алабама)
Јунион Гроув (енгл. Union Grove) град је у америчкој савезној држави Алабама. По попису становништва из 2010. у њему је живело 77 становника.

## Демографија
Према попису становништва из 2010. у граду је живело 77 становника, што је 17 (18,1%) становника мање него 2000. године.
| Група             | 2000.      | 2010.      |
| Белци             | 92 (97,9%) | 72 (93,5%) |
| Афроамериканци    | 0 (0,0%)   | 0 (0,0%)   |
| Азијати           | 1 (1,1%)   | 0 (0,0%)   |
| Хиспаноамериканци | 0 (0,0%)   | 5 (6,5%)   |
| Укупно            | 94         | 77         |